# Steve Jordan
Steve Jordan (New York, 14 gennaio 1957) è un batterista, compositore e produttore discografico statunitense, è stato il batterista di band come The Blues Brothers e John Mayer Trio.
È stato inoltre membro di numerosi gruppi e complessi musicali e ha impegnato gran parte della sua carriera accompagnando altri musicisti sia come turnista che negli studi di registrazione. Ha ottenuto un certo grado di visibilità come membro, autore e co-produttore del progetto di Keith Richards X-Pensive Winos, oltre che come batterista del John Mayer Trio. Ha inoltre accompagnato il chitarrista Eric Clapton come turnista.
Nel 2021 ha sostituito il batterista Charlie Watts nella tournée dei Rolling Stones No Filter Tour.

## Biografia
Steve Jordan è nato nel Bronx, a New York, e si diplomato alla Fiorello H. LaGuardia High School of Music & Art and Performing Arts di New York. È ancora adolescente quando suona per la prima volta con la band di Stevie Wonder. Più tardi, negli anni settanta, suona invece nella band del Saturday Night Live sulla NBC.
Alla fine degli anni settanta gira in tour con John Belushi e Dan Aykroyd dei Blues Brothers, senza tuttavia apparire nell'omonimo film. Sugli album del gruppo è accreditato come Steve "Getdwa" Jordan.
È stato il primo batterista della band condotta da Paul Shaffer, World's Most Dangerous Band, nella trasmissione televisiva Late Night with David Letterman.
Alla fine degli anni ottanta ha suonato la batteria e le percussioni insieme a Jim Keltner nella colonna sonora dello spot della bevanda Sprite.
Nell'agosto 2021 è stato annunciato che Jordan avrebbe sostituito il batterista dei Rolling Stones Charlie Watts nel No Filter Tour.

## Discografia parziale

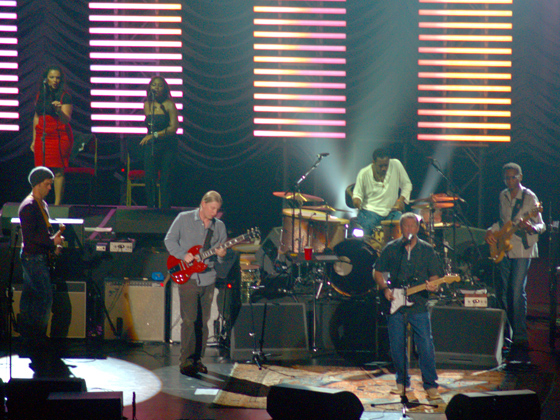
Steve Jordan in concerto con Eric Clapton a Melbourne nel febbraio 2007.

### The Blues Brothers
- 1978 – Briefcase Full of Blues
- 1980 – Made in America

### Neil Young
- 1986 – Landing on Water

### Keith Richards
- 1989 – Talk Is Cheap
- 1992 – Main Offender
- 2015 - Crosseyed Heart

### Robben Ford
- 1997 – Tiger Walk

### Bruce Springsteen
- 2005 – Devils & Dust

### Buddy Guy
- 2005 – Bring 'Em In

### John Mayer Trio
- 2005 – Try!